# Le Rêve de Bismarck
Le Rêve de Bismarck est un pamphlet anti-prussien d'Arthur Rimbaud publié le 25 novembre 1870 sous le pseudonyme de Jean Baudry dans le journal Le Progrès des Ardennes. Hormis cette première publication, le texte était resté inédit. Ainsi, si on connaissait l'existence de ce pamphlet à partir d'un témoignage d'Ernest Delahaye, il n'existe aucune collection connue et complète dans les bibliothèques publiques du Progrès des Ardennes.

## Historique
L'inédit est révélé au grand public en avril 2008. On doit la découverte du Rêve de Bismarck au cinéaste Patrick Taliercio. En repérage en mars 2008 à Charleville-Mézières pour un projet de film s'intitulant La Seconde fugue d'Arthur Rimbaud, il trouve chez un bouquiniste un lot d'exemplaires du Progrès des Ardennes, portant la mention Journal dans lequel a pu collaborer Arthur Rimbaud. Le lot acheté, Taliercio remarque dans le numéro 18 du 25 novembre 1870 ce Rêve de Bismarck et révèle l'inédit au monde littéraire.
En mai 2008, le texte paraît dans le numéro 38-39 de la revue Agone, accompagné d'un témoignage relatant l'aventure. Jean-Jacques Lefrère, spécialiste de Rimbaud et auteur de plusieurs ouvrages sur le poète, atteste son authenticité dans le Figaro du 22 mai 2008.
Le Rêve de Bismark figure dans la nouvelle édition Pléiade des Œuvres complètes de Rimbaud, sortie en février 2009 sous la direction d'André Guyaux.
Le texte publié comporte 2 ou 3 lacunes dues à la pliure du journal.